# 北普雷里 (明尼蘇達州)
北普雷里（英語：North Prairie）是位於美國明尼蘇達州莫里森縣圖里弗斯鎮區的一個非建制地區，1885年設立。

## 地理
北普雷里所處的海拔為高於海平面330米（即1083英呎），而該地所採用的時區為UTC-6，即北美中部時區（CST）。同時該地設有夏令時間，為UTC-6調快一小時，即UTC-5（CDT）。